# Pyjama-Kardinalbarsch
Der Pyjama-Kardinalbarsch (Sphaeramia nematoptera)
ist ein kleiner, 8,5 Zentimeter lang werdender Meeresfisch, der im westlichen, tropischen Pazifik von Java bis zu den Ryukyu- und den Fidschiinseln, Tonga und dem Great Barrier Reef vorkommt. Er ist ein beliebter Zierfisch für das Meerwasseraquarium und auch schon nachgezüchtet worden.

## Merkmale
Der Pyjama-Kardinalbarsch ist hochrückig, die beiden Rückenflossen, die Bauchflossen und die Afterflossen sind lang ausgezogen. Zwischen erster Rückenflosse und den Bauchflossen erstreckt sich ein breites, dunkles Band, das den Körper in zwei Hälften teilt. Der Vorderkörper ist gelb, der Hinterkörper hellgrau mit regelmäßigen braunen Flecken. Die großen Augen sind rot. Das Maul ist groß und oberständig. Die zweite Rückenflosse, die Afterflosse und die Schwanzflosse sind transparent.
Flossenformel: Dorsale VII–VIII/9, Anale II/9–10

## Lebensweise
Der Pyjama-Kardinalbarsch lebt in Lagunen und geschützten Korallenriffen zwischen den Ästen von Steinkorallen (Porites nigrescens und P. cylindrica) in Tiefen von einem bis zwölf Metern. Er ist nachtaktiv und ernährt sich von Zooplankton, das bodennah gejagt wird.
Wie alle Kardinalbarsche sind die Fische Maulbrüter. Im Aquarium wurde alle 13 bis 18 Tage gelaicht. Ein ausgezähltes Gelege umfasste 320 Eier. Das Männchen nimmt das Gelege ins Maul und frisst bis zum Schlupf der Larven nach 8 bis 9 Tagen nichts. Die geschlüpften Larven haben eine Länge von 2 mm und sind extrem schlank. Mit einer Länge von einem Zentimeter sind die Jungfische durchgefärbt.